# Ulisse Dini
Ulisse Dini (14 de noviembre de 1845 - 28 de octubre de 1918) fue un matemático y político italiano nacido en Pisa. Mayormente conocido por sus aportaciones al análisis real, principalmente recogido en su libro "Fondamenti por la teorica delle funzioni di variabili reali".

## Vida y carrera académica

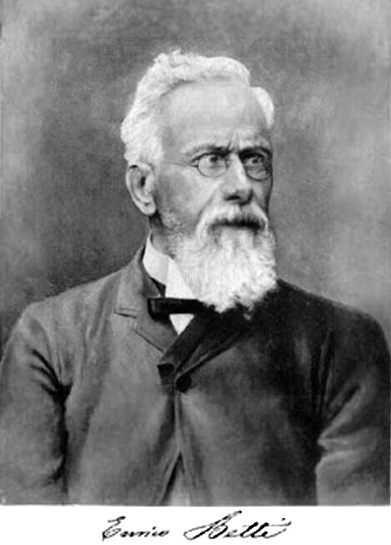
Enrico Betti, profesor y asesor académico de Ulisse Dini

Ulisse Dini asistió a la Scuola Normale Superiore con la idea de convertirse algún día en profesor. Uno de sus profesores fue Enrico Betti. En 1865, visitó París gracias a una beca,  donde estudió bajo la tutela de Charles Hermite así como Joseph Bertrand llegando a publicar varios artículos. En 1886, fue designado en la Universidad de Pisa, donde enseñó álgebra y geodesia. En 1871, sucede a Betti como profesor de análisis y geometría. Desde 1888 hasta 1890, Ulisse Dini fue rector de la Universidad de Pisa y de la Scuola Normale Superiore desde 1908 hasta su muerte en 1918.
Fue además un político activo que en 1880 llegó a convertirse en miembro del parlamento italiano. 

### Honores
Fue elegido miembro honorario de la Sociedad Matemática de Londres.

## Trabajo y Obra

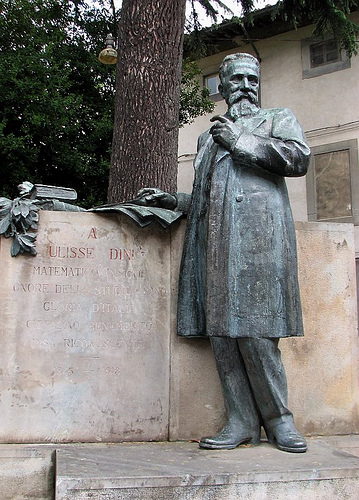
Monumento a Ulisse Dini en Pisa

### Investigación
Dini trabajó en el campo del análisis matemático durante un tiempo cuando este empezaba a estar basado sobre fundamentos rigurosos. Además de sus libros, él escribió cerca de sesenta artículos.
Probó el llamado criterio de Dini para la convergencia de las series de Fourier e investigó sobre la teoría potencial y geometría diferencial de superficies.

Su trabajo en la teoría de funciones reales tuvo una gran relevancia en el desarrollo del concepto de medida en un conjunto.

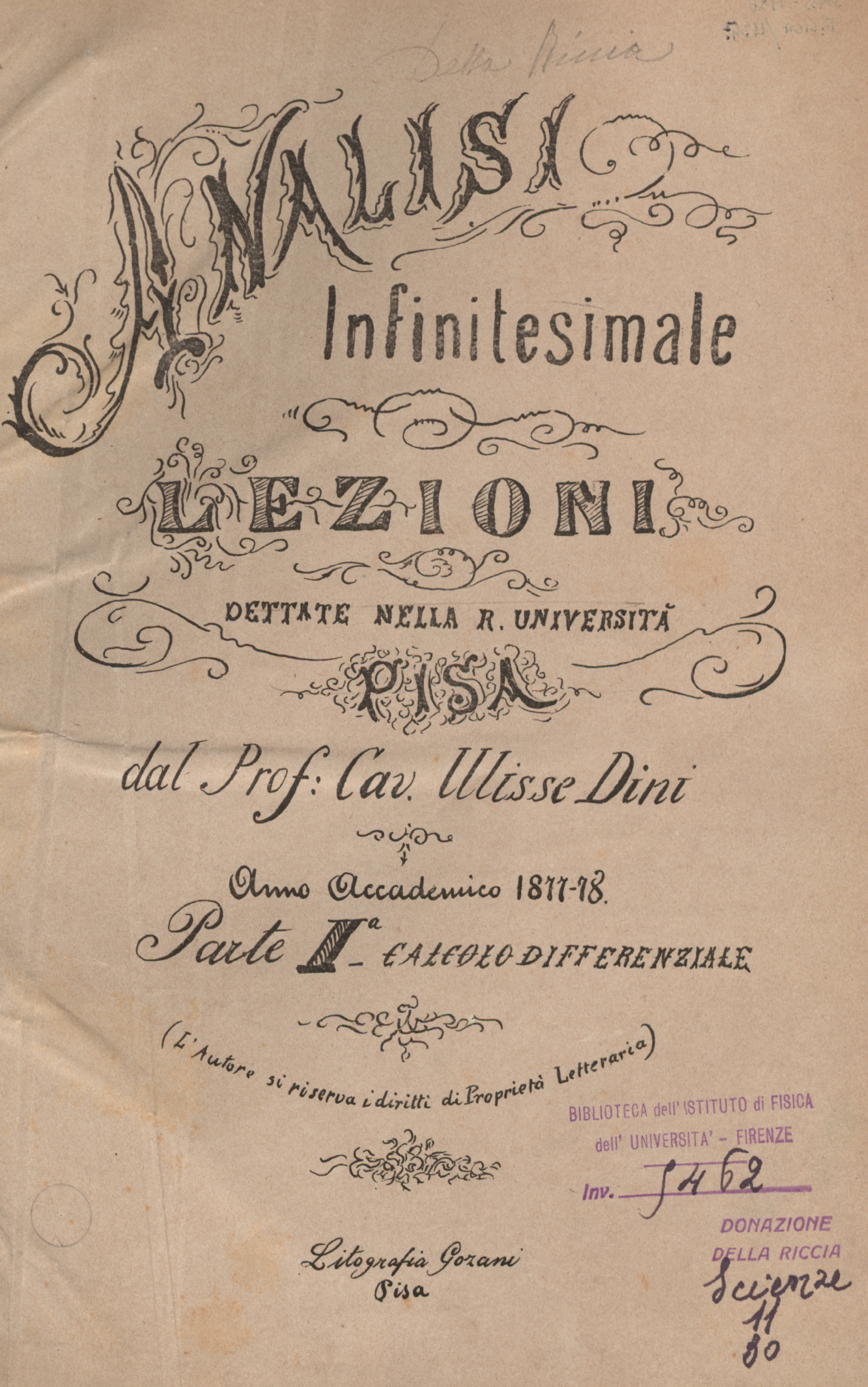
Lezioni di analisi infinitesimale, 1878

El teorema de la función implícita es conocido comúnmente en Italia como el teorema de Dini.

### Actividad Académica
Uno de sus estudiantes fue Luigi Bianchi.

## Libros de Ulisse Dini
- Serie di Fourier e altre rappresentazioni analitiche delle funzioni di una variabile reale (Pisa, T. Nistri, 1880)
- Lezioni di analisi infinitesimale. vol. 1 (Pisa, T. Nistri, 1907@–1915)
- Lezioni di analisi infinitesimale.vol. 2 parte 1 (Pisa, T. Nistri, 1907@–1915)
- Lezioni di analisi infinitesimale.vol. 2 parte 2 (Pisa, T. Nistri, 1907@–1915)
- Fondamenti Por la teorica delle funzioni di variabili reali (Pisa, T. Nistri, 1878)

## Lectura adicional
- Bianchi, Luigi (December 1919), "Ulisse Dini", Annali di Matematica Pura ed Applicata, Serie III (in Italian), 28: V–VI, doi:10.1007/BF02419715, JFM 46.0018.08  .
- Fisher, Elizabeth (9 November 2012), Full list of Honorary Members (PDF), London Mathematical Society, retrieved 14 July 2013 .
- Ford, Walter B. (January 1920), "A brief account of the life and work of the late professor Ulisse Dini", Bulletin of the American Mathematical Society, 26 (4): 173–177, doi:10.1090/S0002-9904-1920-03281-7, JFM 47.0869.01, MR 1560284 .